# WWE The Shield’s Final Chapter
The Shield’s Final Chapter – gala wrestlingu wyprodukowana przez federację WWE dla zawodników z brandów Raw, SmackDown i 205 Live. Odbyła się 21 kwietnia 2019 w TaxSlayer Center w Moline w stanie Illinois i była transmitowana ekskluzywnie na WWE Network. Wydarzenie to oznaczało finałową walkę dla The Shield (Dean Ambrose, Roman Reigns i Seth Rollins) jako grupa, a także finałową walkę Ambrose’a w WWE.
Na gali odbyło się siedem walk, trzy z nich zostało pokazane jako jednogodzinny WWE Network special. W walce wieczoru, The Shield (Dean Ambrose, Seth Rollins i Roman Reigns) pokonali Barona Corbina, Bobby’ego Lashleya i Drew McIntyre’a w Six-man Tag Team matchu.

## Produkcja
| Rola         | Osoba        |
| ------------ | ------------ |
| Komentatorzy | Michael Cole |
| Komentatorzy | Corey Graves |
| Komentatorzy | Renee Young  |
| Spiker       | Mike Rome    |

The Shield’s Final Chapter oferowało walki profesjonalnego wrestlingu z udziałem wrestlerów należących do brandów Raw i SmackDown. Oskryptowane rywalizacje (storyline’y) kreowane są podczas cotygodniowych gal Raw, SmackDown Live oraz ekskluzywnej dla dywizji cruiserweight 205 Live. Wrestlerzy są przedstawieni jako heele (negatywni, źli zawodnicy i najczęściej wrogowie publiki) i face’owie (pozytywni, dobrzy i najczęściej ulubieńcy publiki), którzy rywalizują pomiędzy sobą w seriach walk mających budować napięcie. Kulminacją rywalizacji jest walka wrestlerska lub ich seria.

### Rywalizacje
29 stycznia 2019 WWE potwierdziło, że Dean Ambrose postanowił nie przedłużać kontraktu, który wygasał w kwietniu. W następnym miesiącu powrócił Roman Reigns, który w październiku 2018 wziął urlop z powodu białaczki. Ambrose, Reigns i Seth Rollins ponownie zjednoczyli się w The Shield na pojedynek na Fastlane, gdzie pokonali drużynę Barona Corbina, Bobby’ego Lashleya i Drew McIntyre’a. Mimo że było to promowane jako finałowy pojedynek The Shield, została ogłoszona jdena kolejna walka na specjalne wydarzenie o nazwie The Shield’s Final Chapter, w którym zarówno The Shield jako grupa, jak i Ambrose w WWE mieli swój ostatni pojedynek.

## Wyniki walk
| Nr                                                                                    | Wyniki | Stypulacje                                                   | Czas  |
| ------------------------------------------------------------------------------------- | --- | ------------------------------------------------------------ | ----- |
| 1D                                                                                    | Curt Hawkins i Zack Ryder pokonali The Revival (Dasha Wildera i Scotta Dawsona) oraz Aleistera Blacka i Ricocheta                                       | Triple Threat Tag Team match o WWE Raw Tag Team Championship | –     |
| 2D                                                                                    | Tony Nese (c) pokonał Buddy’ego Murphy’ego | Singles match o WWE Cruiserweight Championship               | –     |
| 3D                                                                                    | Lucha House Party (Gran Metalik, Kalisto i Lince Dorado) vs. Jinder Mahal i The Singh Brothers (Sunil Singh i Samir Singh) zakończyło się bez rezultatu | Six-man Tag Team match                                       | –     |
| 4D                                                                                    | Alexa Bliss i Lacey Evans pokonały Danę Brooke i Nikki Cross                                                                                            | Tag Team match                                               | –     |
| 5                                                                                     | Finn Bálor (c) pokonał Eliasa | Singles match o WWE Intercontinental Championship            | 6:35  |
| 6                                                                                     | Bayley i Ember Moon pokonały The Riott Squad (Ruby Riott i Sarah Logan) (z Liv Morgan)                                                                  | Tag Team match                                               | 7:15  |
| 7                                                                                     | The Shield (Dean Ambrose, Seth Rollins i Roman Reigns) pokonali Barona Corbina, Bobby’ego Lashleya i Drew McIntyre’a                                    | Six-man Tag Team match                                       | 14:25 |
| (c) – mistrz/mistrzyni przed walkąD – walka była dark matchem (nietransmitowana w TV) | |                                                              |       |